# PayPak
PayPak (урду پے پاک‎) — это пакистанский сервис внутренних финансовых услуг и платежей, запущенный 1Link в рамках программы Государственного банка Пакистана «Видение 2020». В настоящее время 35 банков страны поддерживают его. Причиной запуска этой внутренней платёжной системы была экономия затрат на международные платёжные системы в период реформ в стране. Карты PayPak можно использовать только в банкоматах и POS-терминалах по всему Пакистану и применяются для онлайн-транзакций.
Новая платёжная схема призвана конкурировать на внутреннем рынке с другими международными платёжными системами, такими как Visa, MasterCard и UnionPay.
PayPak использует продукт Gemalto типа PURE. PURE — это готовое платёжное приложение от Gemalto, которое полностью соответствует стандарту EMV™. Он разработан для домовладельцев и частных ассоциаций платёжных карт, которым нужна безопасность на основе чипов и быстрый вывод на рынок. PURE также не зависит от схемы EMV-приложения, которое могут использовать эмитенты карт частной торговой марки и национальные платёжные ассоциации без необходимости заключать деловое соглашение с другой платёжной схемой.
Внедрение платёжной системы было медленным. По состоянию на февраль 2021 года было выпущено более 4 миллионов карт PayPak, что составляет 3,5 % от 41,9 миллиона платёжных карт, выпущенных в стране.
Доля PayPak на рынке составляет более 25 % по объёму представленных на рынке карт, в то время как у Visa доля рынка составляет 40 %, у Mastercard и UnionPay по 25 %.